# Mnasicles
Mnasicles is een geslacht van vlinders van de familie dikkopjes (Hesperiidae), uit de onderfamilie Hesperiinae.

## Soorten
- M. geta Godman, 1901
- M. hicetaon Godman, 1901
- M. thymoetes Hayward, 1941